# Ізвору-Анештілор
Ізвору-Анештілор (рум. Izvoru Aneștilor) — село у повіті Мехедінць в Румунії. Входить до складу комуни Лівезіле.
Село розташоване на відстані 257 км на захід від Бухареста, 17 км на південний схід від Дробета-Турну-Северина, 80 км на захід від Крайови.

## Населення
За даними перепису населення 2002 року у селі проживали 298 осіб, усі — румуни. Усі жителі села рідною мовою назвали румунську.